# Julio Gómez
Julio Gómez (* 13. August 1994 in Tampico, Tamaulipas) ist ein ehemaliger mexikanischer Fußballspieler, der sowohl als Außenstürmer als auch im offensiven Mittelfeld spielte.

## Leben

### Verein
Julio Gómez erhielt seinen ersten Profivertrag bereits im Alter von 16 Jahren beim CF Pachuca, für den er am 22. Januar 2011 sein Debüt in der mexikanischen Primera División gab. Bei einer Begegnung zwischen „seinen“ Tuzos und dem Gastgeber Santos Laguna, die 1:1 endete, wurde er am dritten Spieltag der Clausura 2011 im Estadio Corona von Torreón in der 64. Minute eingewechselt.
Nach verschiedenen Stationen in Mexiko und Costa Rica beendete er 2020 seine Karriere, ohne jemals den kompletten Durchbruch im Profifußball geschafft zu haben.

### Nationalmannschaft (U-17)
Im selben Estadio Corona schrieb der noch immer erst 16-jährige Gómez am 7. Juli 2011 Geschichte und absolvierte das bisher erfolgreichste Spiel seiner noch jungen Karriere. Denn er war der unumstrittene „Matchwinner“ der Halbfinalbegegnung zwischen der gastgebenden mexikanischen U-17-Nationalmannschaft und der deutschen U-17-Auswahl bei der U-17-Fußball-Weltmeisterschaft 2011. Bereits nach drei Minuten hatte er die Gastgeber durch einen Kopfball mit 1:0 in Führung gebracht, die sich jedoch in der Folge in einen 1:2-Rückstand  verwandelte. Der Ausgleich für die Mexikaner fiel nach einem Eckball in der 76. Minute, den Jorge Espericueta direkt verwandeln konnte. Beim Versuch, den hohen Ball mit dem Kopf hinter die Linie zu drücken, prallte Gómez, der auch an dieser Szene maßgeblich beteiligt war, so unglücklich mit Samed Yesil, der seinerseits den Ball wegköpfen wollte, zusammen, dass er sich eine stark blutende Platzwunde zuzog und einen Kopfverband erhielt. Nachdem Mexiko sein Austauschkontingent bereits erfüllt hatte, spielte der angeschlagene Gómez gegen den Rat des Mannschaftsarztes weiter. Nach einem weiteren Eckball in der letzten Spielminute gelang Gómez mit einem Fallrückzieher noch der 3:2-Siegtreffer, mit dem sich Mexiko für das Finale qualifizierte. Dieses Tor und seine gesamt guten Leistungen wurden mit dem Gewinn des „Goldenen Ball“ der U-17-WM honoriert. Im Finale des Turniers, das Mexiko gegen Uruguay mit 2:0 gewann, gehörte Gómez nicht zur Startelf, sondern wurde erst in der 63. Spielminute eingewechselt.

## Erfolge

### Titel
- U-17-Fußballweltmeister 2011

### Auszeichnungen
- Goldener Ball (d. h. Bester Spieler) der U-17-Fußball-Weltmeisterschaft 2011